# Manfred-Michael Sackmann
Pour les articles homonymes, voir Sackmann.
 (juillet 2022).
Manfred-Michael Sackmann, né le 27 juillet 1952 à Seesen et mort le 20 février 2024, est un photographe allemand.

## Biographie
Manfred-Michael Sackmann grandit à Salzgitter. Il commence à faire de la photographie à l'âge de 19 ans. Il s'installe à Berlin-Ouest en 1975 et suit une formation de 1978 à 1982 dans la Werkstatt für Photographie d'Ulrich Görlich, une école de photographie. Il devient membre de l'association des artistes berlinois en 1992 et entre à la Société allemande de photographie (DGPh) en 1994. 

## Œuvre
L'homme, en tant qu'acteur culturel et social, est le thème dominant de l'œuvre de Sackmann. Les marginaux de la société, en particulier, sont son centre d'intérêt. 
Dès la fin des années 1970, il a réalisé des séries de photos de lieux homosexuels et de « bals gays ». 
Depuis les années 1980, s'y ajoutent des séries de documentation sur des vernissages et des « élections de miss ». 
En atelier, Sackmann se consacre à la photographie de nus et de portraits.
Dans les années 1980 et 1990, diverses collaborations ont donné lieu à des séries de portraits de personnalités de l'histoire contemporaine : Leni Riefenstahl, Joseph Beuys, A. R. Penck, Helmut Newton, Markus Lüpertz, Andy Warhol, Wolf Vostell, Hans-Olaf Henkel, Klaus Töpfer, Birgit Breuel et Detlev Rohwedder,,. Elles sont remarquées au niveau international.
Il est l'auteur de nombreux articles photographiques publiés dans diverses revues et magazines spécialisés, notamment dans European Photography, Fotografie, KULTur, Der Spiegel, Tip,Zeitmagazin, Zitty et ZOOM. 
Les documentations photographiques de Sackmann sur les conséquences sociales du sida dans les années 1980 ont suscité un vif intérêt,,,.

## Réception de l'art extra-européen
Depuis le début des années 1990, Manfred-Michael Sackmann s'est intéressé de près à l'esthétique de l'art extra-européen. Il a constitué une vaste collection privée, et réalisé des documentations visuelles détaillées, notamment sur l'art africain. Il a coopéré avec l'ethnologue Nils Seethaler, le galeriste Rudolf Springer et le Samurai Art Museum (de) à Berlin.

## Expositions collectives et individuelles dans des musées publics (sélection)
- 1982 : Galerie berlinoise, Berlin
- 1990 : Martin-Gropius-Bau, Berlin
- 1991 : Altes Museum, Berlin
- 1995 : Musée érotique de Berlin
- 1997 : Staatliche Kunsthalle Berlin (de)
- 1999 : Residenzschloss Arolsen (de), Bad Arolsen
- 1998 : Centre culturel de la gare de l'Est, Graz
- 1999 : Städtische Galerie, Erlangen
- 2000 : Galerie municipale de Hofheim, Hofheim/Taunus
- 2004 : Ephraim-Palais (de), Berlin
- 2004 : Galerie Rathaus, Oslo
- 2019 : GISELA - Espace d'art libre de Lichtenberg : Chute du mur, Berlin

## Expositions collectives et individuelles dans des galeries privées (sélection)
- 1977 : Galerie fokus, Berlin
- 1982 : Galerie Werkstatt Fotografie
- 1984 : Galerie Van Roy, Berlin
- 1985 : Galerie Lindemanns, Stuttgart
- 1988 : Galerie Brück, Munich
- 1992 : Galerie VBK, Berlin
- 2003 : Akt Galerie, Berlin

## Collections publiques (sélection)
- Galerie berlinoise
- Bibliothèque nationale de France, Paris
- Musée municipal de Munich